# Зульфугаров, Эльхан Гачай оглы
Эльхан Гачай оглы Зульфугаров (азерб. Elxan Qaçay oğlu Zülfüqarov; 29 июня 1954 — 5 января 1994) — военнослужащий Вооружённых сил Республики Азербайджан, Национальный Герой Азербайджана (1994).

## Биография
Родился Эльхан Зульфугаров 29 июня 1954 года в селе Учбулаг Физулинского района, Азербайджанской ССР. В 1969 году завершил обучение в восьмом классе школы № 1 имени Бюни Сардарова. Затем продолжил получать среднее образование в Евлахском районе. В 1971 году поступил в техникум. В 1972 году был призван на срочную военную службу в ряды Вооружённых сил Советского Союза. Службу проходил в Украинской ССР. В 1974 году, демобилизовавшись, продолжил учёбу по совместительству. В 1975 году направлен по назначению в город Новосибирск. Начал свою деятельность в качестве офицера милиции, получил звание старшего лейтенанта.
В 1988 году, с началом армяно-азербайджанского конфликта, вернулся в Азербайджан. В 1992 году добровольно вступил в Национальную армию. Участвовал в боях в Лачинском, Губадлинском, Зангеланском, Физулинском районах. Принимал участие в более чем 40 военных операциях. За успешное несение службы было присвоено звание капитана, а также получил назначение на должность заместителя командира разведывательной группы. В совершенстве владел армянским и русским языками.
4 января 1994 года, благодаря полученным в ходе разведки данным, было освобождено 19 сёл, уничтожены десятки живой силы противника, захвачено бесчисленное количество боеприпасов, тяжелой военной техники. На следующий день, во время боёв за село Шукюрбейли погиб, получив смертельное ранение.

Могила Эльхана Зульфугарова. Аллея шахидов, Баку

Эльхан был женат, воспитывал четверых детей.

## Память
Указом Президента Азербайджанской Республики № 202 от 16 сентября 1994 года Эльхану Гачай оглы Зульфугарову было присвоено звание Национального Героя Азербайджана (посмертно).
Похоронен на Аллее шахидов в городе Баку.